# Hyundai Grandeur
Hyundai Grandeur – samochód osobowy klasy wyższej produkowany pod południowokoreańską marką Hyundai od 1986 roku. Od 2022 roku produkowana jest siódma generacja modelu.

## Pierwsza generacja

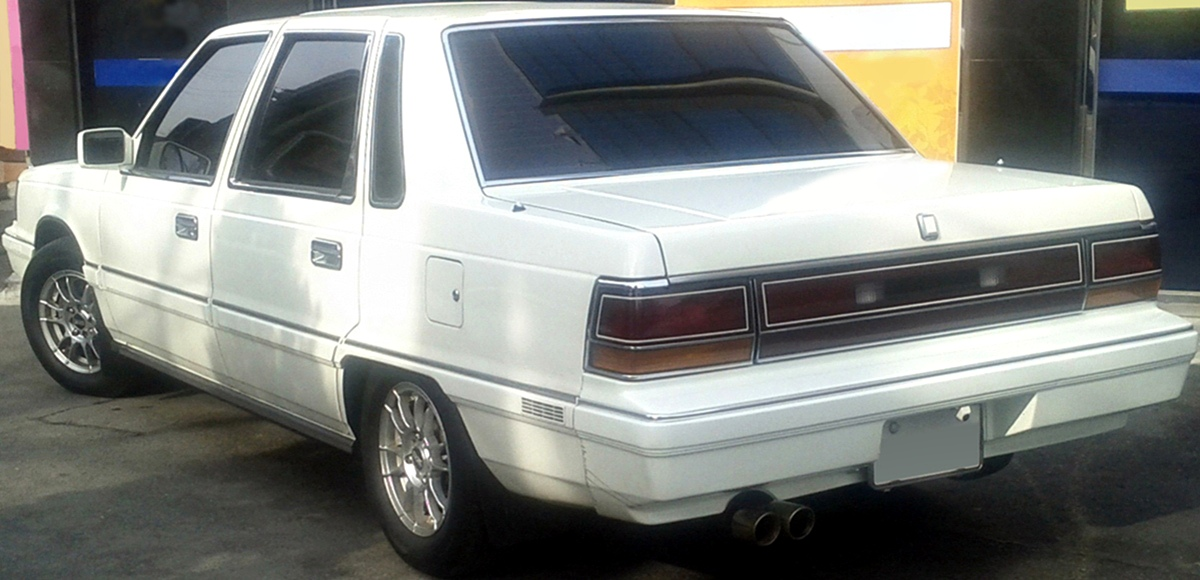
Hyundai Grandeur I – tył

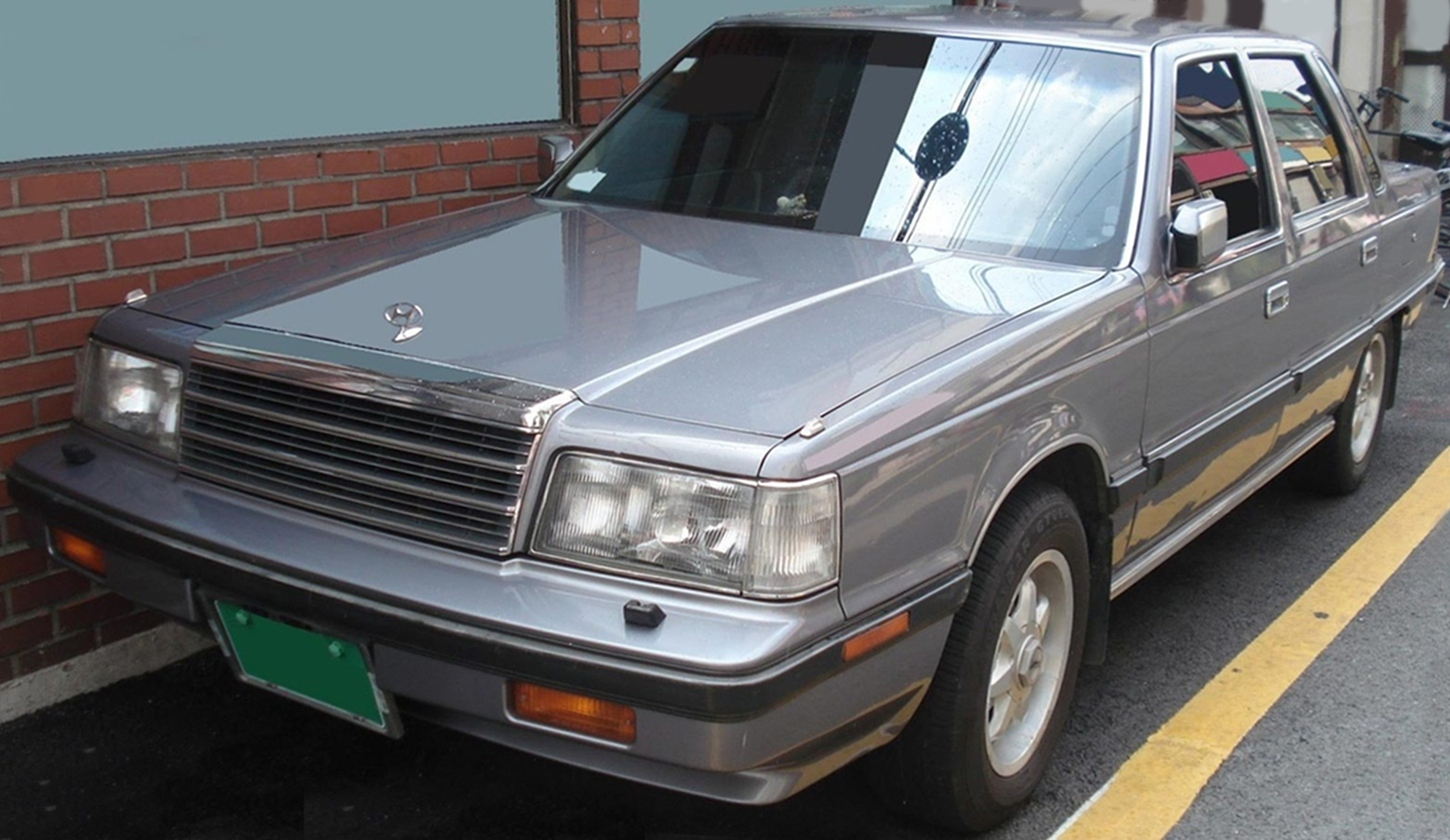
Hyundai Grandeur I po liftingu

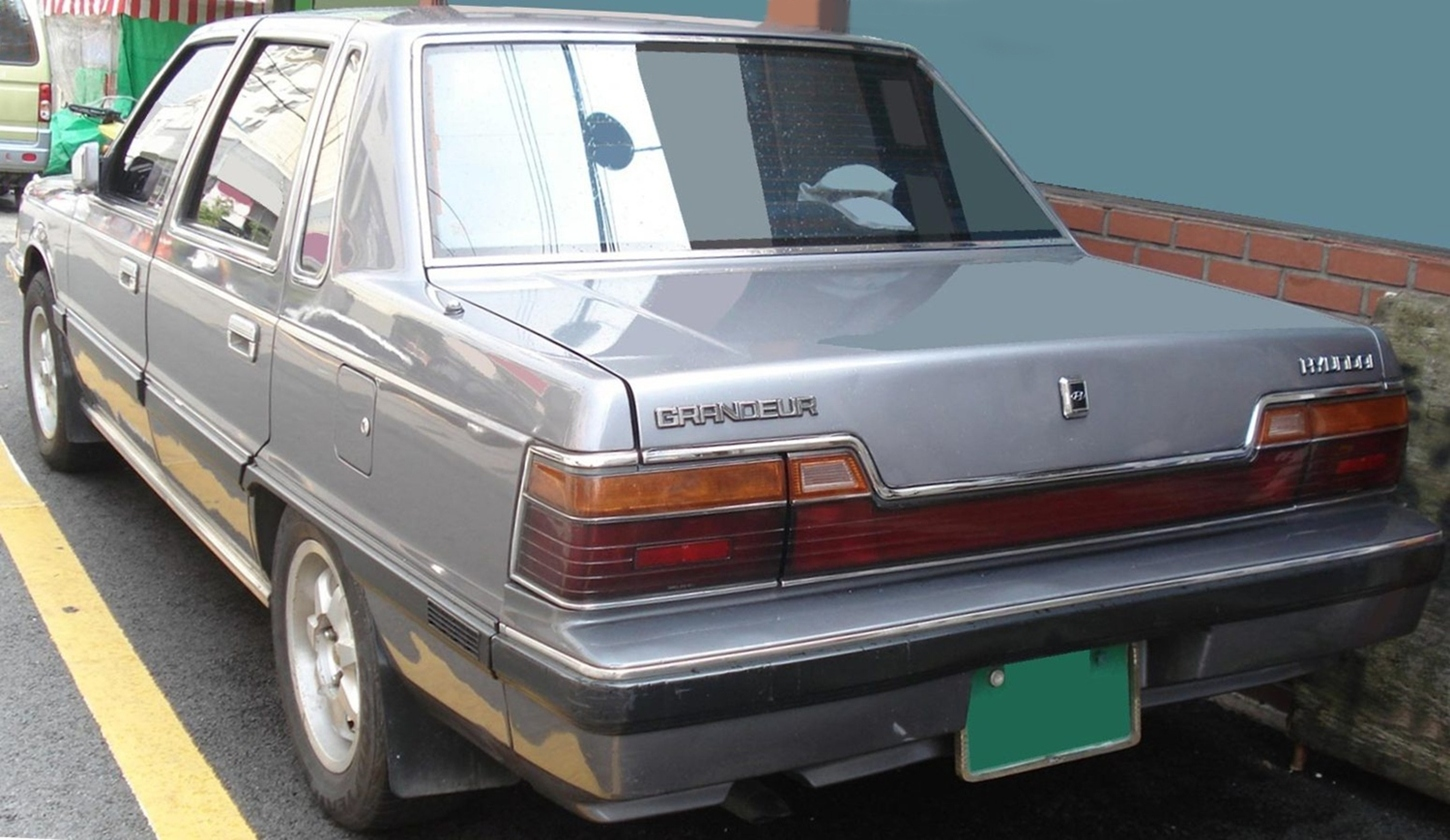
Hyundai Grandeur I – tył po liftingu

Hyundai Grandeur I został zaprezentowany po raz pierwszy w 1986 roku.
Model Grandeur był kolejnym, po mniejszym Stellarze, pojazdem Hyundaia zbudowanym pod własną marką jako następca dotychczas produkowanej na licencji konstrukcji amerykańskiego Forda.
W celu zbudowania sztandarowego i najdroższego w ówczesnej gamie samochodu, Hyundai zawiązał współpracę z japońskim Mitsubishi. W ten sposób, pierwsza generacja limuzyny Grandeur była bliźniacza wobec drugiego wcielenia Mitsubishi Debonair.
Pod kątem wizualnym, Hyundai Grandeur pierwszej generacji charakteryzował się foremną, trójbryłową sylwetką z licznymi kanciastymi akcentami, a także chromowanymi ozdobnikami wokół szyb i na atrapie chłodnicy. Samochód przeznaczony był do sprzedaży wyłącznie na wewnętrznym rynku południowokoreańskim.

### Lifting
W 1989 roku Hyundai Grandeur pierwszej generacji przeszedł restylizację nadwozia. Samochód otrzymał przemodelowany wygląd przedniego zderzaka z inaczej umieszczonymi światłami przeciwmgielnymi, z kolei największe zmiany przeszła tylna część nadwozia. Zmienił się układ lamp tylnych, a na klapie bagażnika dotychczasowy odblaskowy pas zyskał charakterystyczne wcięcie.

### Silniki
- L4 2.0l 4G63
- L4 2.4l 4G64
- V6 3.0l 6G72

## Druga generacja

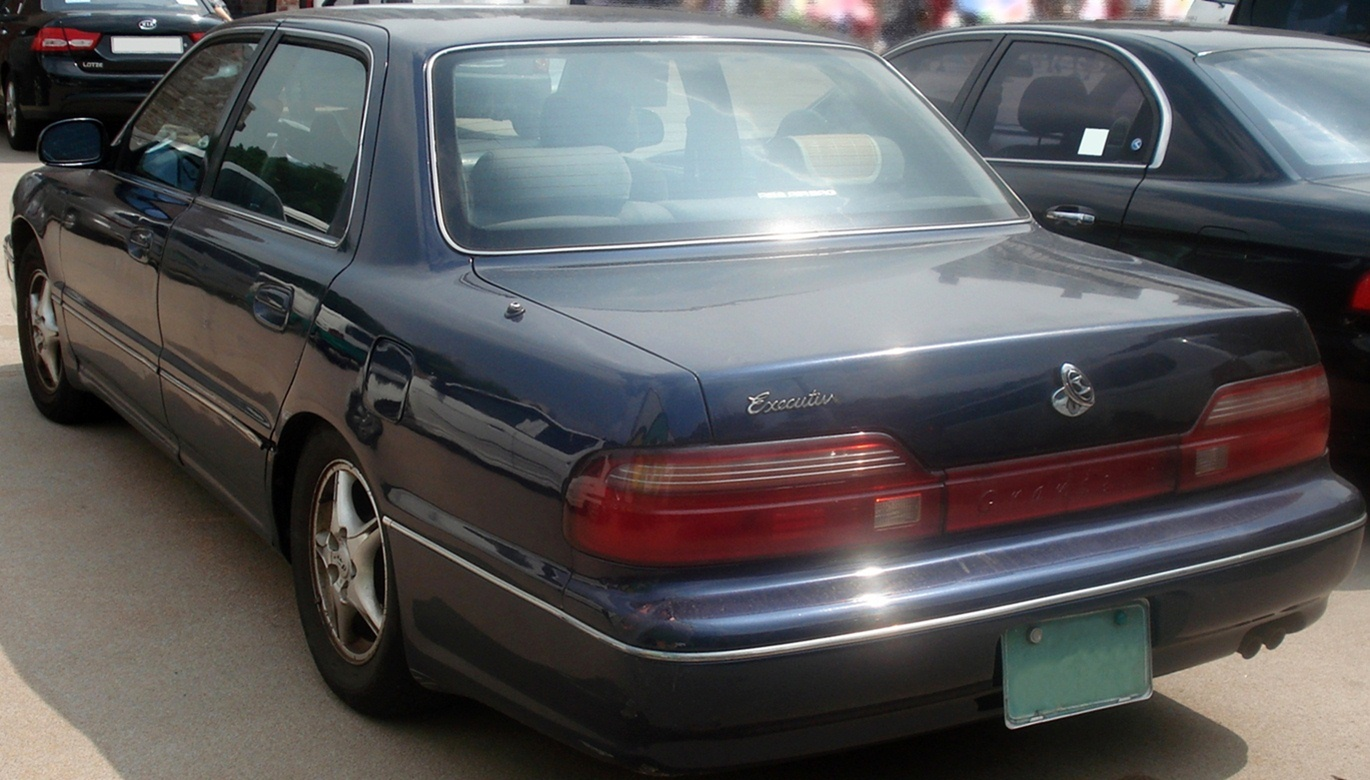
Hyundai Grandeur II – tył

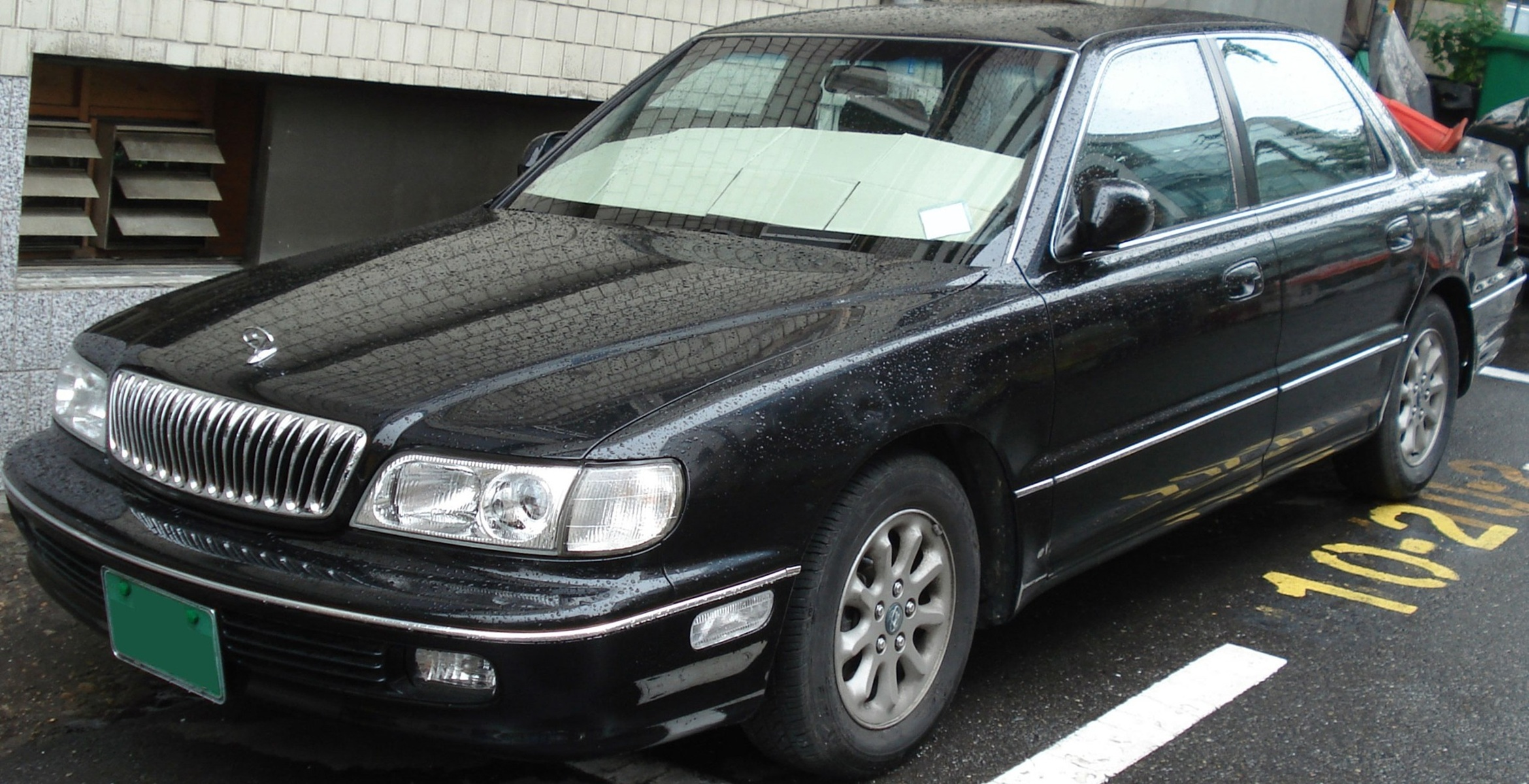
Hyundai Grandeur II po liftingu

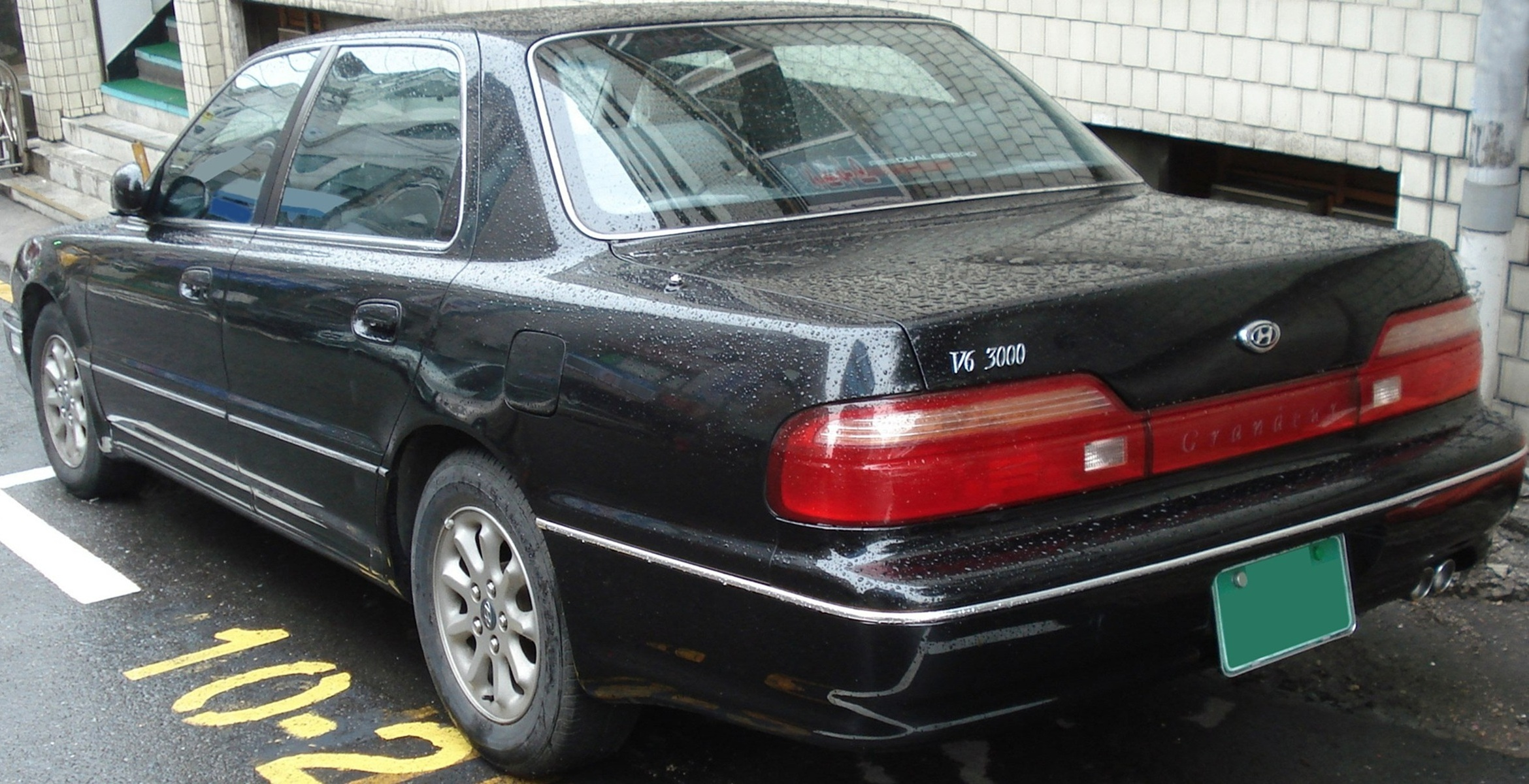
Hyundai Grandeur II – tył po liftingu

Hyundai Grandeur II został zaprezentowany po raz pierwszy w 1992 roku.
Pracując nad drugą generacją limuzyny Grandeur, Hyundai ponownie skorzystał ze współpracy z japońskim Mitsubishi, opierając ją na kolejnym wcieleniu modelu Debonair.
Samochód przeszedł obszerną metamorfozę pod względem stylistyki i proporcji nadwozia, zamiast kanciastych i foremnych kształtów zyskując bardziej smuklejszy i zaokrąglony wygląd. Z przodu pojawiły się duże, podłużne reflektory, za to między nimi producent umieścił chromowaną atrapę chłodnicy.
Pod kątem wystroju kabiny pasażerskiej, Grandeur II charakteryzował się wykorzystaniem luksusowych materiałów wykończeniowych jak skóra czy drewno. Elementy te współgrały z bogatym wyposażeniem opartym na m.in. rozbudowanym systemie audio z odtwarzaczem płyt CD i kaset magnetofonowych, a także wyświetlaczem.

### Lifting
W 1996 roku Hyundai Grandeur drugiej generacji przeszedł niewielką restylizację nadwozia, która przyniosła nowy układ poprzeczek w atrapie chłodnicy, a także delikatnie przestylizowane oświetlenie zderzaków i jaśniejsze światła cofania w tylnych lampach.

### Sprzedaż
Podobnie jak poprzednik, druga generacja Hyundaia Grandeur była produkowana i sprzedawana wyłącznie na wewnętrznym rynku Korei Południowej. Samochód zdobył dużą popularność wśród biznesmenów i oficjeli, a na wybrane egzemplarze trafiły na rynek wtórny poza granicami rodzimego kraju dzięki pracownikom ambasad.

### Silniki
- L4 2.0l 4G63
- V6 2.5l 6G73
- V6 3.0l 6G72
- V6 3.5l 6G74

## Trzecia generacja

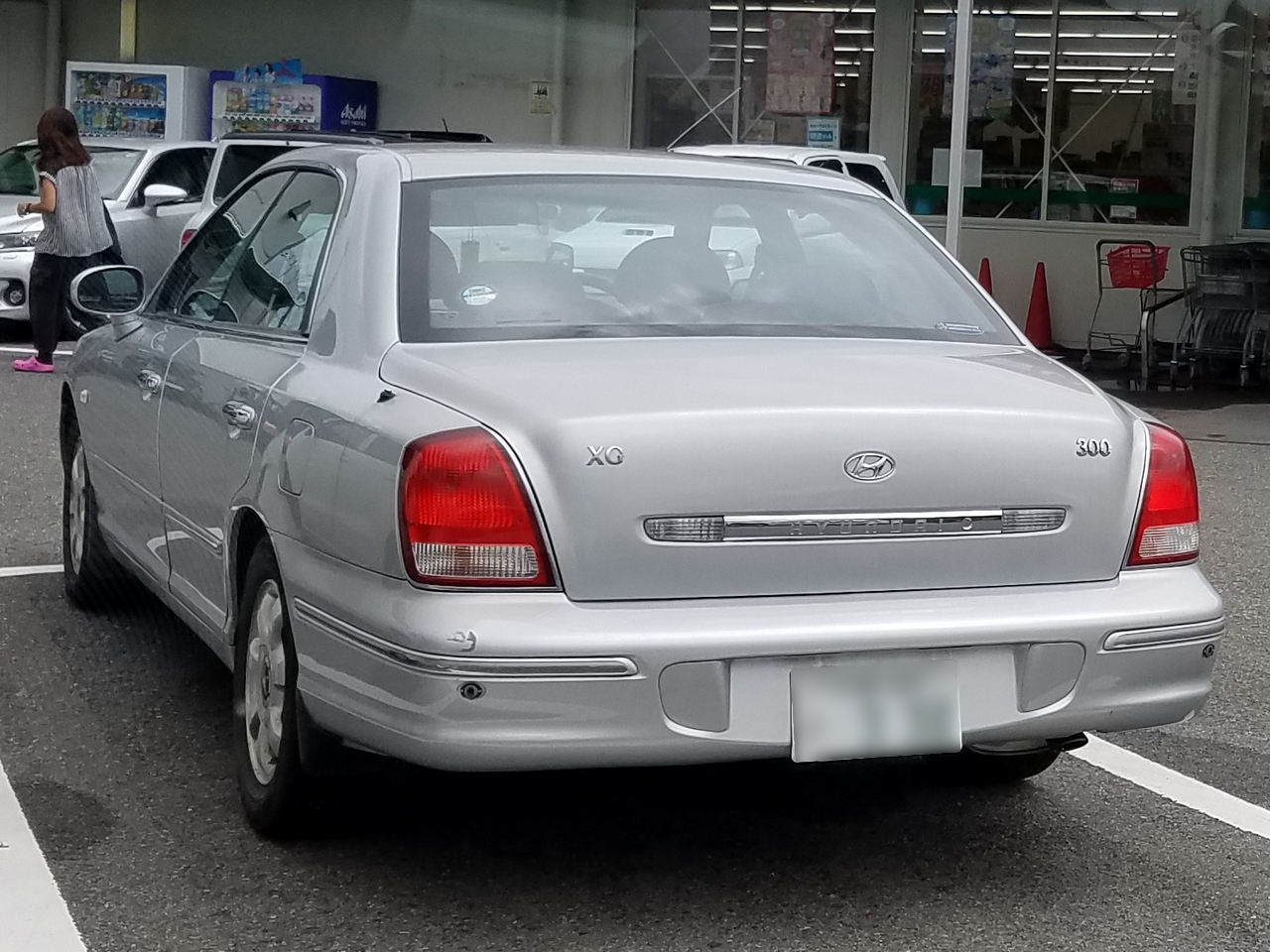
japoński Hyundai XG – tył

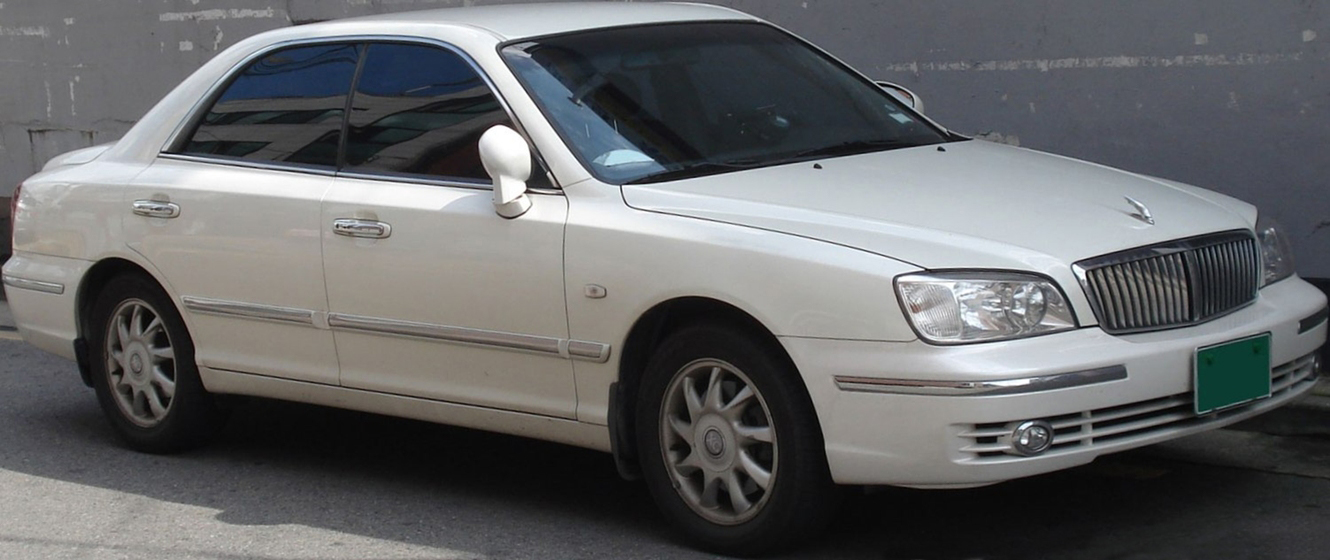
Hyundai Grandeur III po liftingu

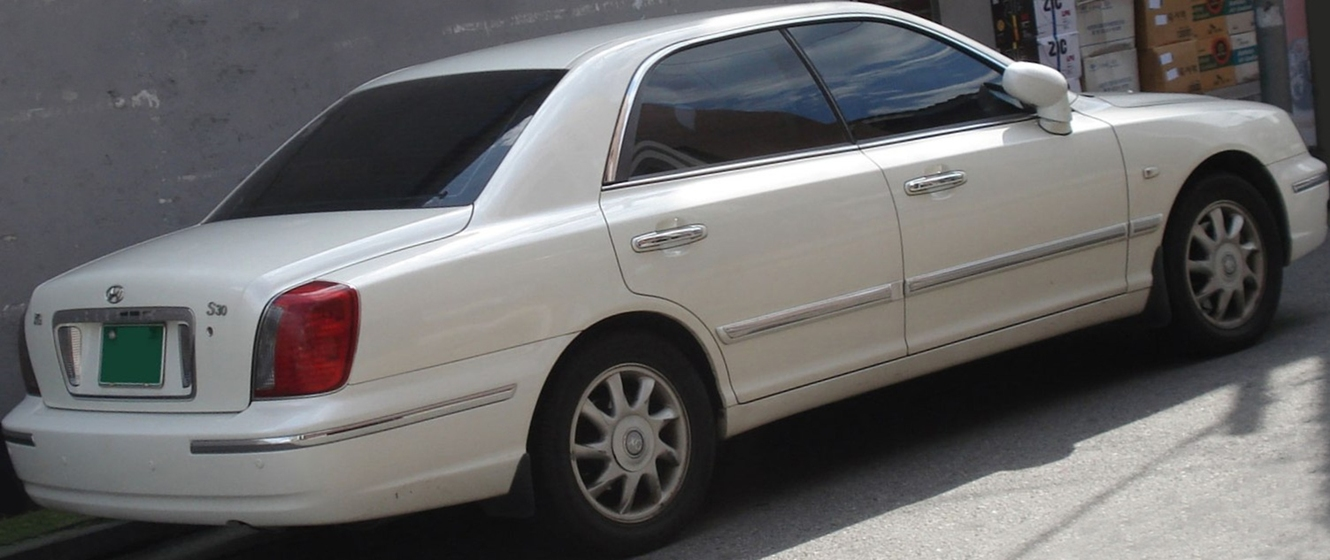
Hyundai Grandeur III – tył po liftingu

Hyundai Grandeur XG został zaprezentowany po raz pierwszy w 1998 roku.
Trzecia generacja Grandeura z dodatkowym przydomkiem XG, w przeciwieństwie do poprzedników, została zbudowana już bez udziału Mitsubishi jako samodzielna konstrukcja Hyundaia. Samochód utrzymano w ewolucyjnym kierunku stylistycznym, wyróżniając się smukłą sylwetką z chromowaną atrapą chłodnicy, lecz bardziej agresywnie zarysowanymi reflektorami i jednoczęściowymi lampami na krawędziach błotników.
Charakterystycznymi cechami Grandeura XG były drzwi pozbawione ramek w stylu dużych sedanów Toyoty i Nissana z końca lat 90. XX wieku, a także paleta jednostek napędowych składająca się wyłącznie z silników typu V6.
Samochód charakteryzował się bogatym standardowym wyposażeniem, które obejmowało m.in.: klimatyzację, tempomat, czujnik deszczu, skórzaną tapicerkę, a także elektrycznie regulowane lusterka, szyby oraz fotele. Ponadto samochód został zbudowany z myślą o jak najlepszym komforcie podróży, do której dostosowano m.in. zestrojenie zawieszenia.

### Lifting
W 2003 roku Hyundai Grandeur XG przeszedł obszerną restylizację nadwozia, która przyniosła jasne wkłady reflektorów, zmodyfikowany zderzak przedni, także nowy wygląd tylnej części nadwozia. Zamontowano tam zmodyfikowane lampy, a tablica rejestracyjna została przeniesiona ze zderzaka na klapę bagażnika.

### Sprzedaż
Po raz pierwszy w historii linii modelowej Grandeur, Hyundai zdecydował się na eksport swojej limuzyny także na rynki globalne. Pod nazwą Hyundai XG z dodatkowymi członami numerycznymi w zależności od wyposażenia, samochód był oferowany zarówno w Europie, na Bliskim Wschodzie, jak i w Ameryce Północnej i Australii. Szczególną popularność samochód zdobył w Stanach Zjednoczonych.

### Silniki
- V6 2.0l Delta
- V6 2.5l Delta
- V6 2.7l Delta
- V6 3.0l Sigma
- V6 3.5l Sigma

## Czwarta generacja

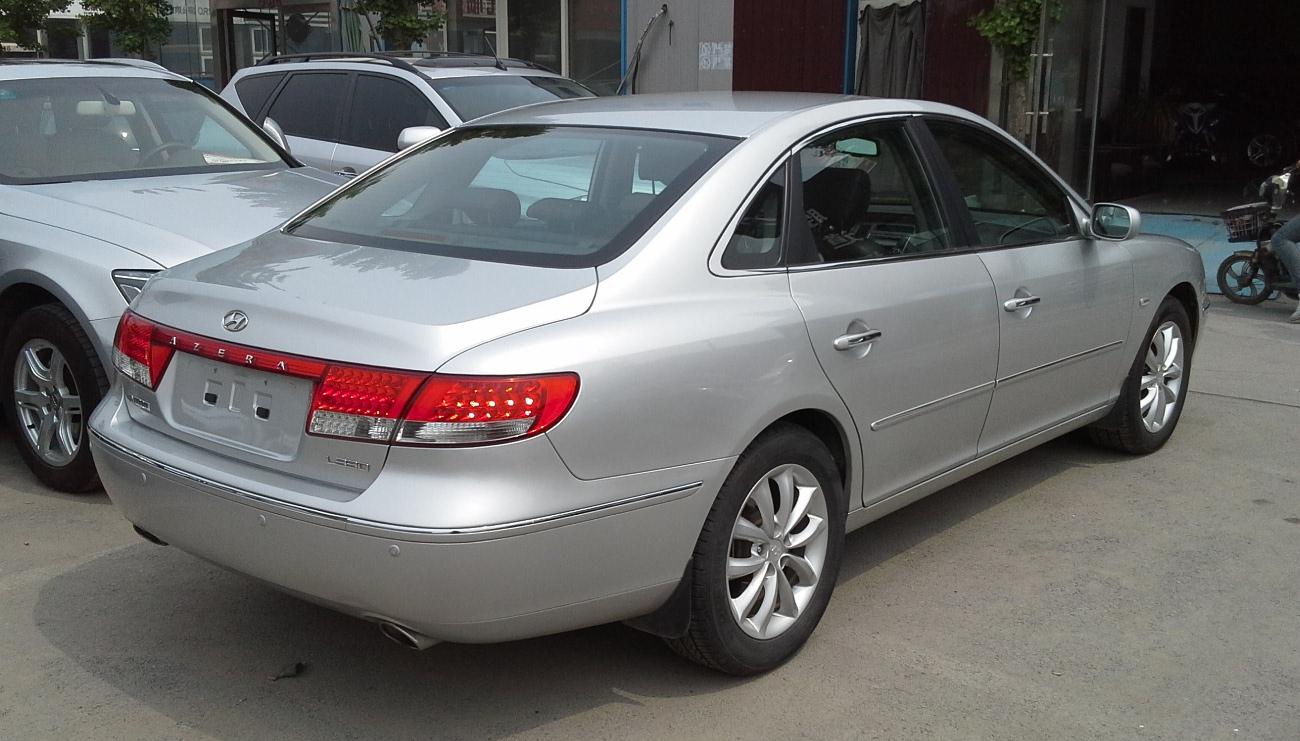
Hyundai Grandeur IV – tył

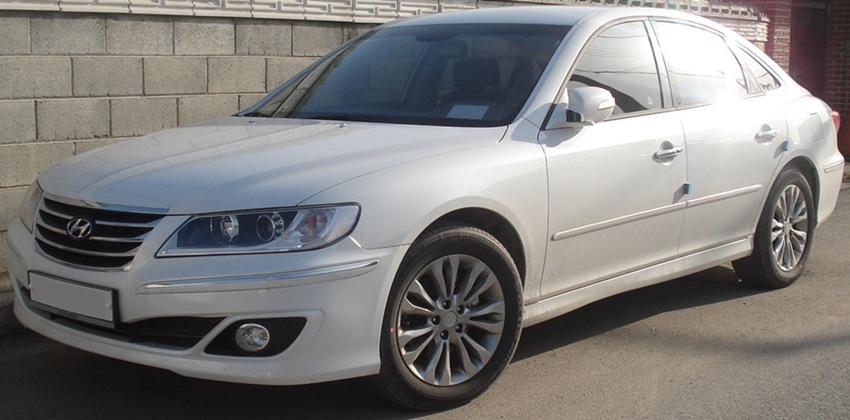
Hyundai Grandeur IV po liftingu

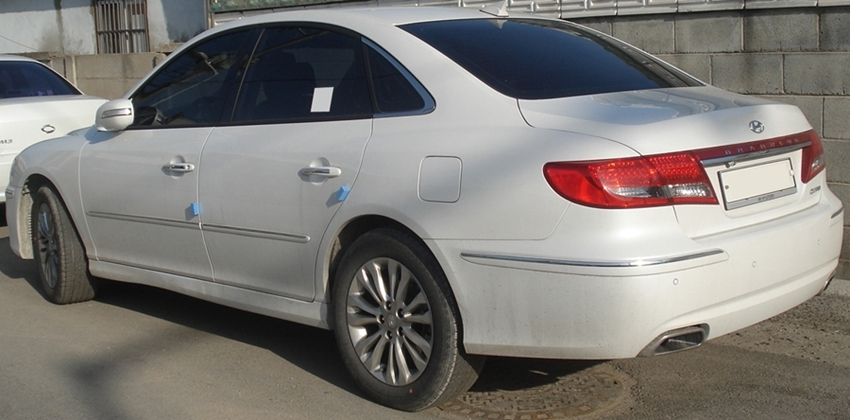
Hyundai Grandeur IV – tył po liftingu

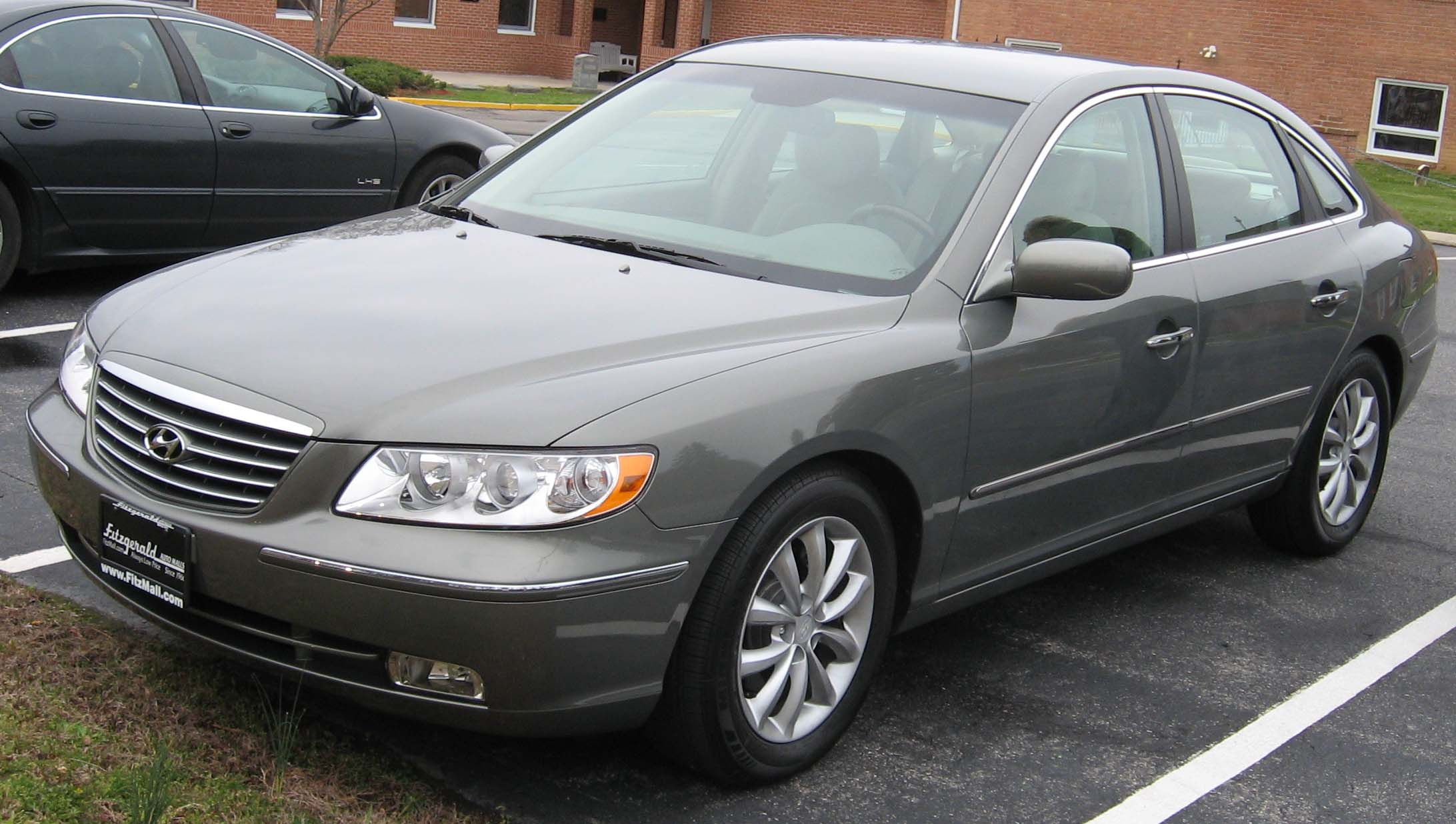
ameryański Hyundai Azera

Hyundai Grandeur IV został zaprezentowany po raz pierwszy w 2005 roku.
Czwarta generacja limuzyny Grandeur powstała według zupełnie nowej koncepcji, porzucając proporcje, w jakich utrzymane były poprzednie dwie generacje. Nadwozie samochodu stało się bardziej obłe, wyróżniając się masywnymi błotnikami i łagodniej opadającą linią dachu, a także dodatkowym okienkiem między tylnymi drzwiami, a tylną szybą.
Kabina pasażerska została przeprojektowana pod kątem wyciszenia i przestrzeni dla pasażerów, a także ponownie została wykończona takimi materiałami, jak skóra czy drewno.
Hyundai ponownie zdecydował się zapewnić Grandeurowi bogate wyposażenie, obejmujące m.in.: czujniki parkowania, tempomat, dwustrefową klimatyzację elektryczną regulację foteli, czujnik deszczu czy nawigację satelitarną połączoną z odtwarzaczem płyt w formacie DVD.

### Lifting
W lutym 2010 roku Hyundai przedstawił Grandeura czwartej generacji po gruntownej restylizacji nadwozia. Samochód otrzymał większą atrapę chłodnicy, przemodelowane zderzaki, a także nowe wkłady reflektorów oraz przestylizowane lampy tylne wykonane w technologii LED.

### Sprzedaż
Podobnie jak poprzednik, Hyundai Grandeur był poza Koreą Południową oferowany także na globalnych rynkach, tym razem nosząc identyczną z wewnętrznym rynkiem nazwę także w Europie i Australii. Nową nazwę, Hyundai Azera pojazd przyjął w Stanach Zjednoczonych i Kanadzie, a także na Bliskim Wschodzie i w Chinach.

### Silniki
- L4 2.4l Theta II
- V6 2.7l Mu
- V6 3.3l Lambda
- V6 3.8l Lambda
- L4 2.2l CRDi

## Piąta generacja

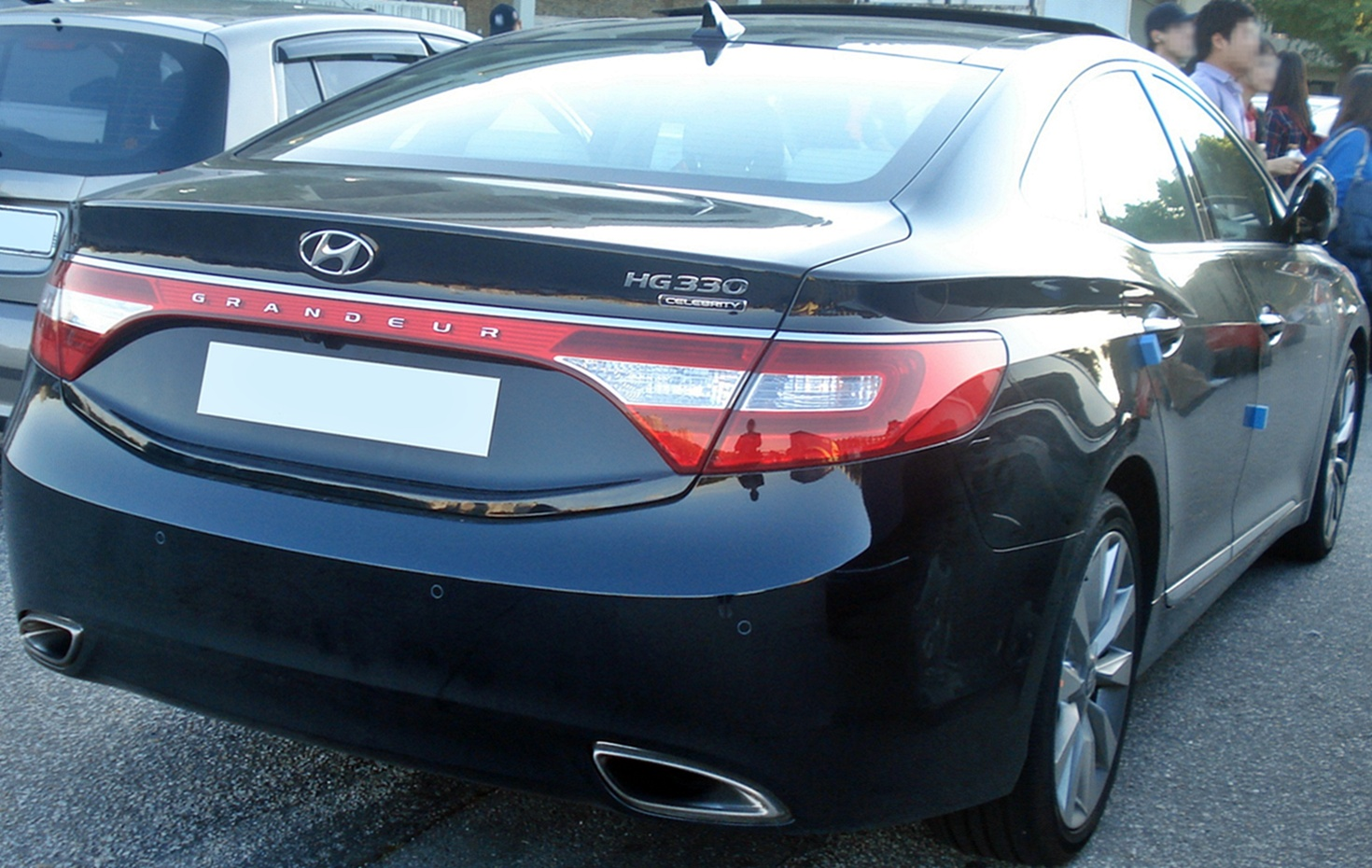
Hyundai Grandeur V – tył

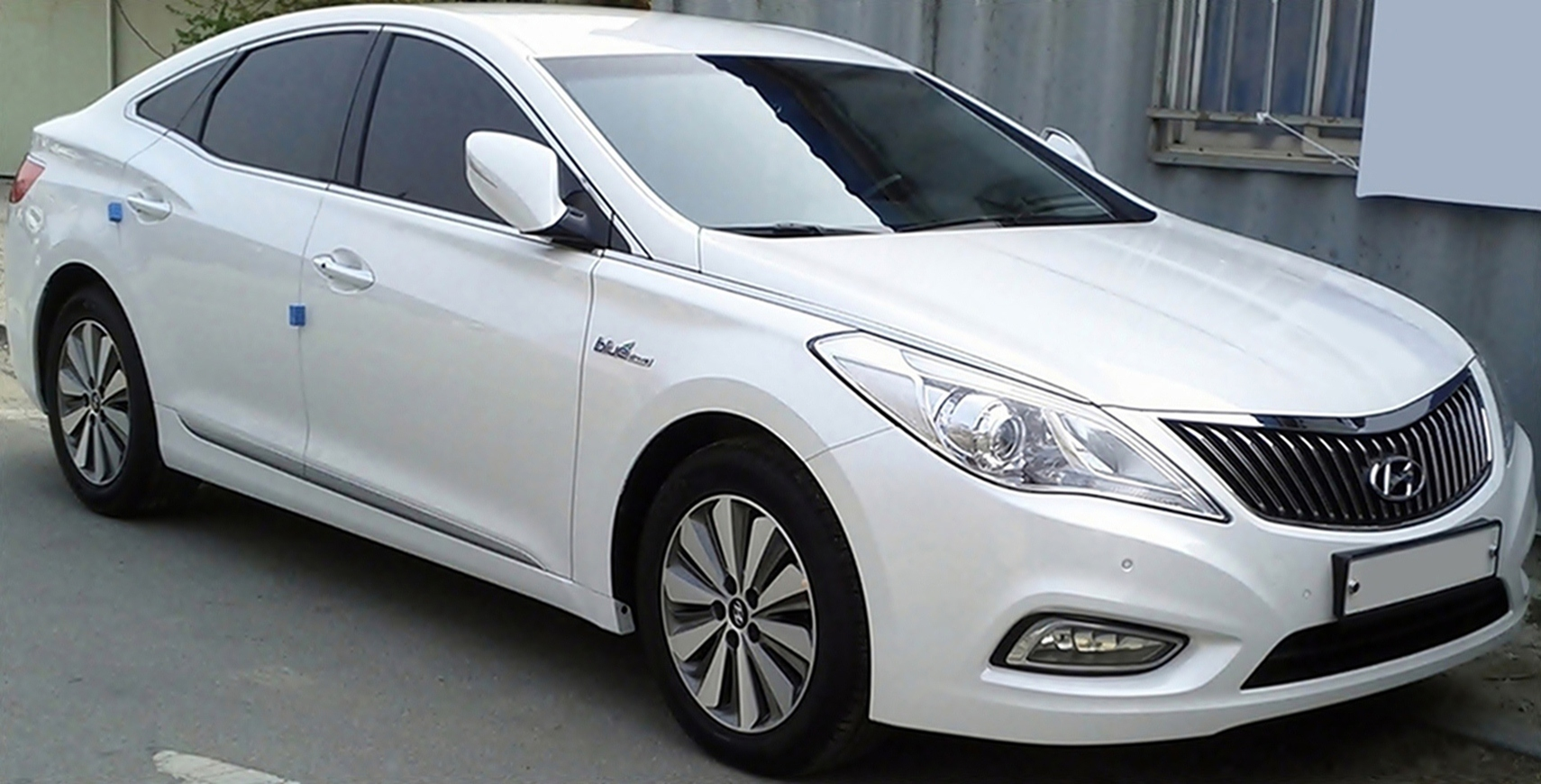
Hyundai Grandeur V Hybrid

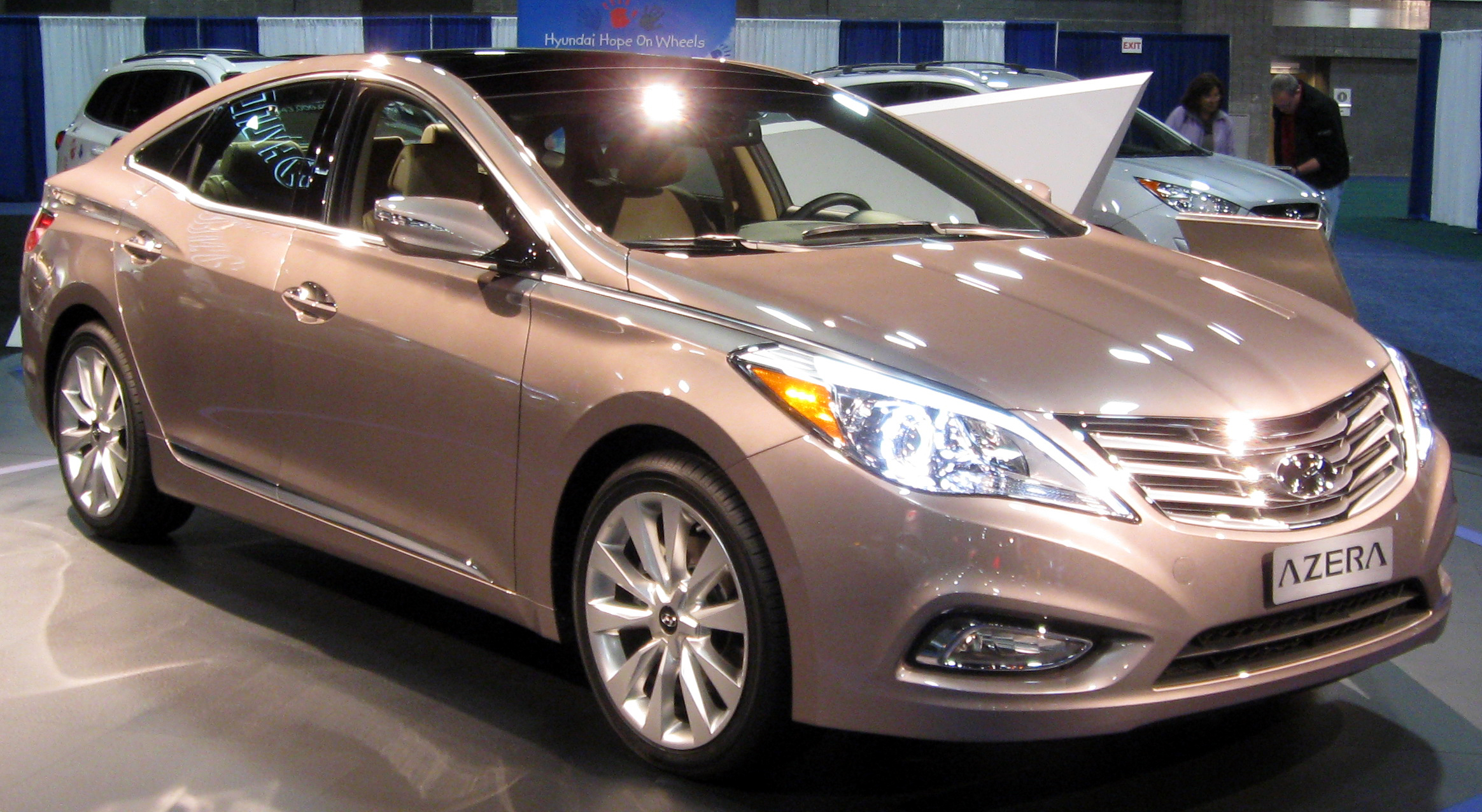
ameryański Hyundai Azera

Hyundai Grandeur V został zaprezentowany po raz pierwszy w 2011 roku.
Piąta generacja Grandeura porzuciła stonowaną stylistykę poprzedzających modeli i została zaadaptowana pod kątem wyglądu do języka stylistycznego Fluidic Sculpture, charakteryzując się futurystyczną, agresywną stylizacją. Samochód wyróżniał się ostro ukształtowanymi, dużymi reflektorami, a także licznymi ostrymi kantami i wyraźnie zarysowanymi przetłoczeniami na sylwetce nadwozia.
W podobny sposób do mniejszych i tańszych modeli Hyundaia upodobniony został także wygląd deski rozdzielczej, przy zachowaniu luksusowego poziomu wykończenia kabiny pasażerskiej. Masywna, rozłożysta konsola centralna z wysoko osadzonymi nawiewami nawiązywała wyglądem do mniejszego modelu i40.

### Grandeur Hybrid
W grudniu 2013 roku gama wariantów napędowych Grandeura po raz pierwszy w historii tej linii modelowej została poszerzona o spalinowo-elektryczny Grandeur Hybrid. Pod kątem wizualnym producent odróżnił go innym wyglądem atrapy chłodnicy, z kolei napęd współtworzył 2,4-litrowy silnik benzynowy z wtryskiem typu MPI o mocy 159 KM oraz 47-konny silnik elektryczny. Łącznie pojazd rozwijał moc 204 KM.

### Sprzedaż
W przeciwieństwie do poprzednika, Grandeur piątej generacji nie był już oferowany na rynku europejskim. Poza rodzimym rynkiem Korei Południowej, gdzie samochód zadebiutował w pierwszej kolejności, eksportowano go także pod nazwą Hyundai Azera do Stanów Zjednoczonych, do Ameryki Południowej oraz na Bliski Wschód.

### Silniki
- L4 2.4l Theta II
- L4 2.4l Theta II GDI
- V6 3.0l Lambda II
- V6 3.3l Lambda II GDI
- L4 2.2l Diesel
- L4 2.4l Hybrid

## Szósta generacja

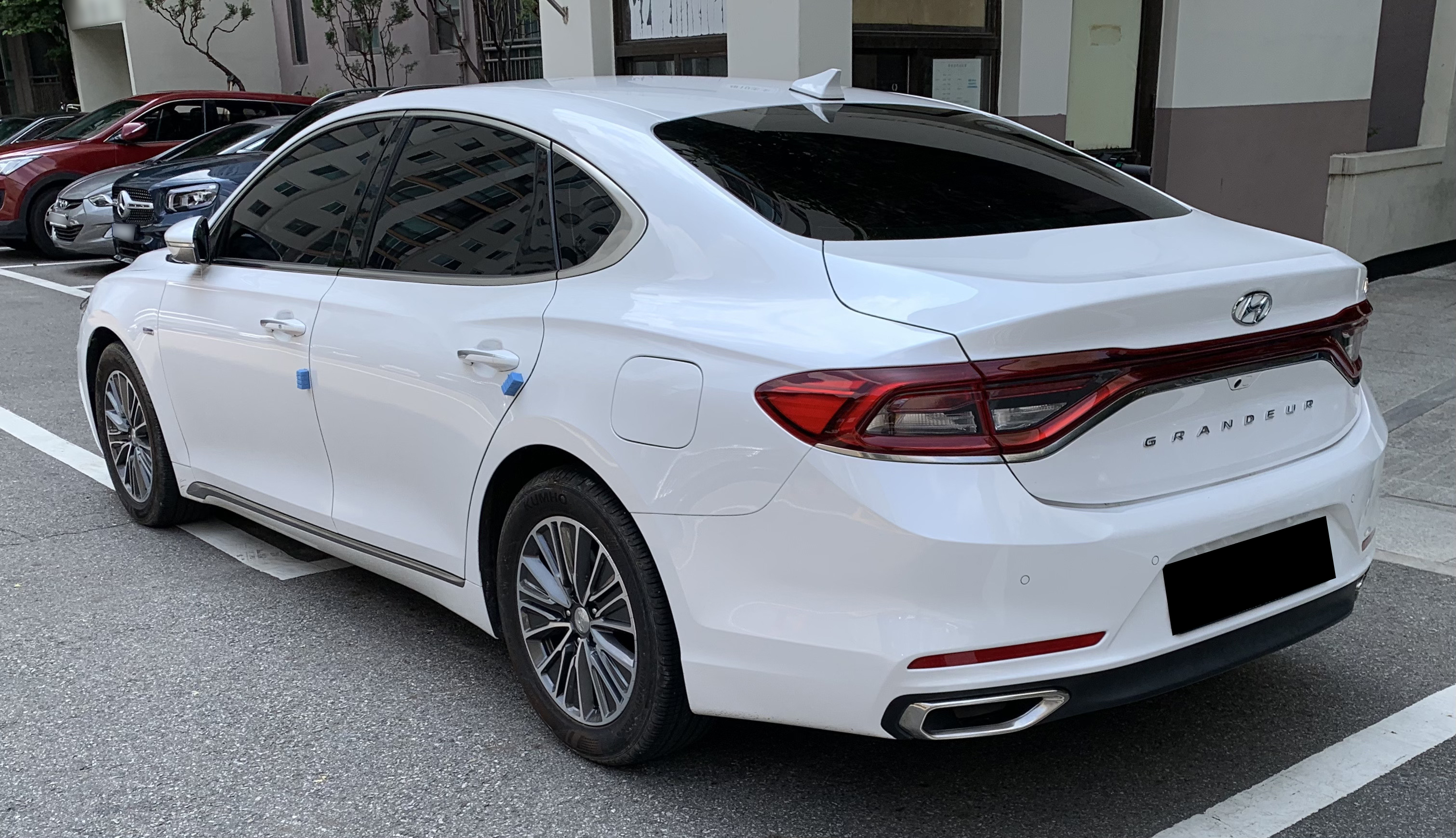
Hyundai Grandeur VI – tył

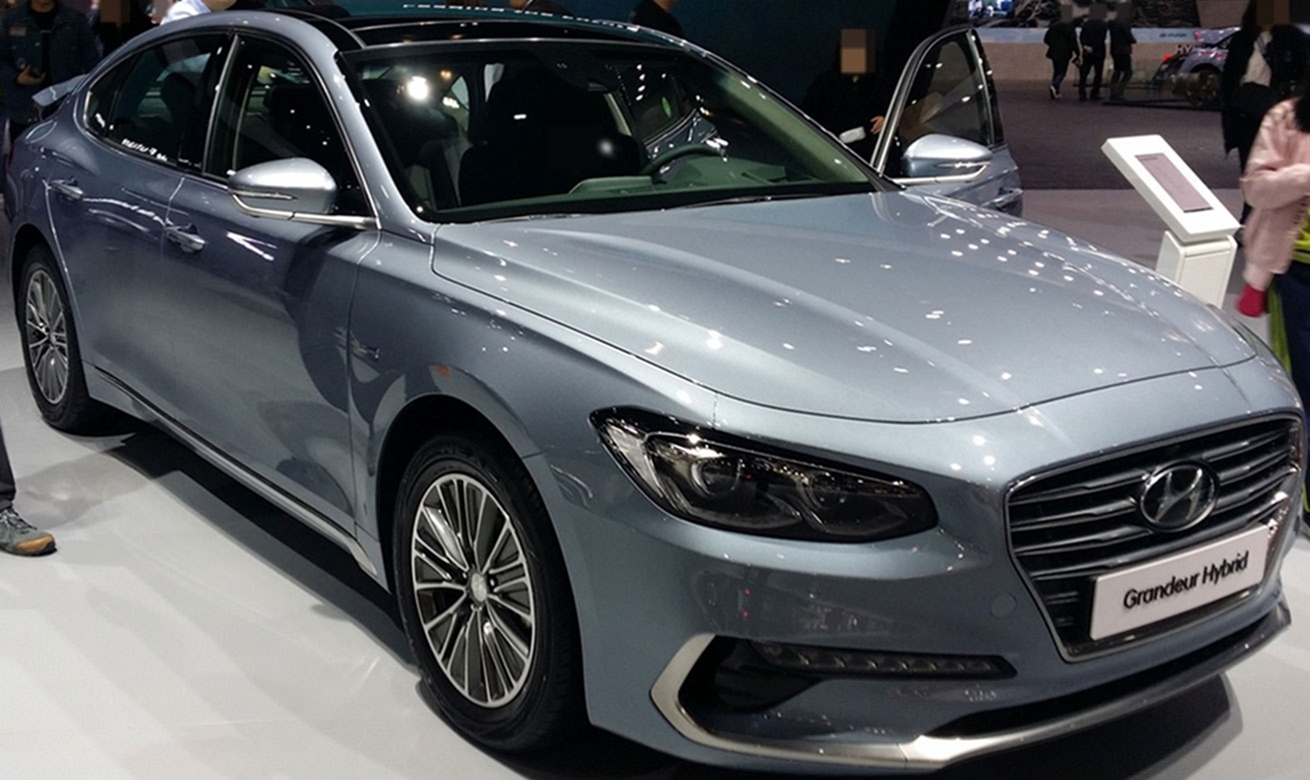
Hyundai Grandeur VI Hybrid

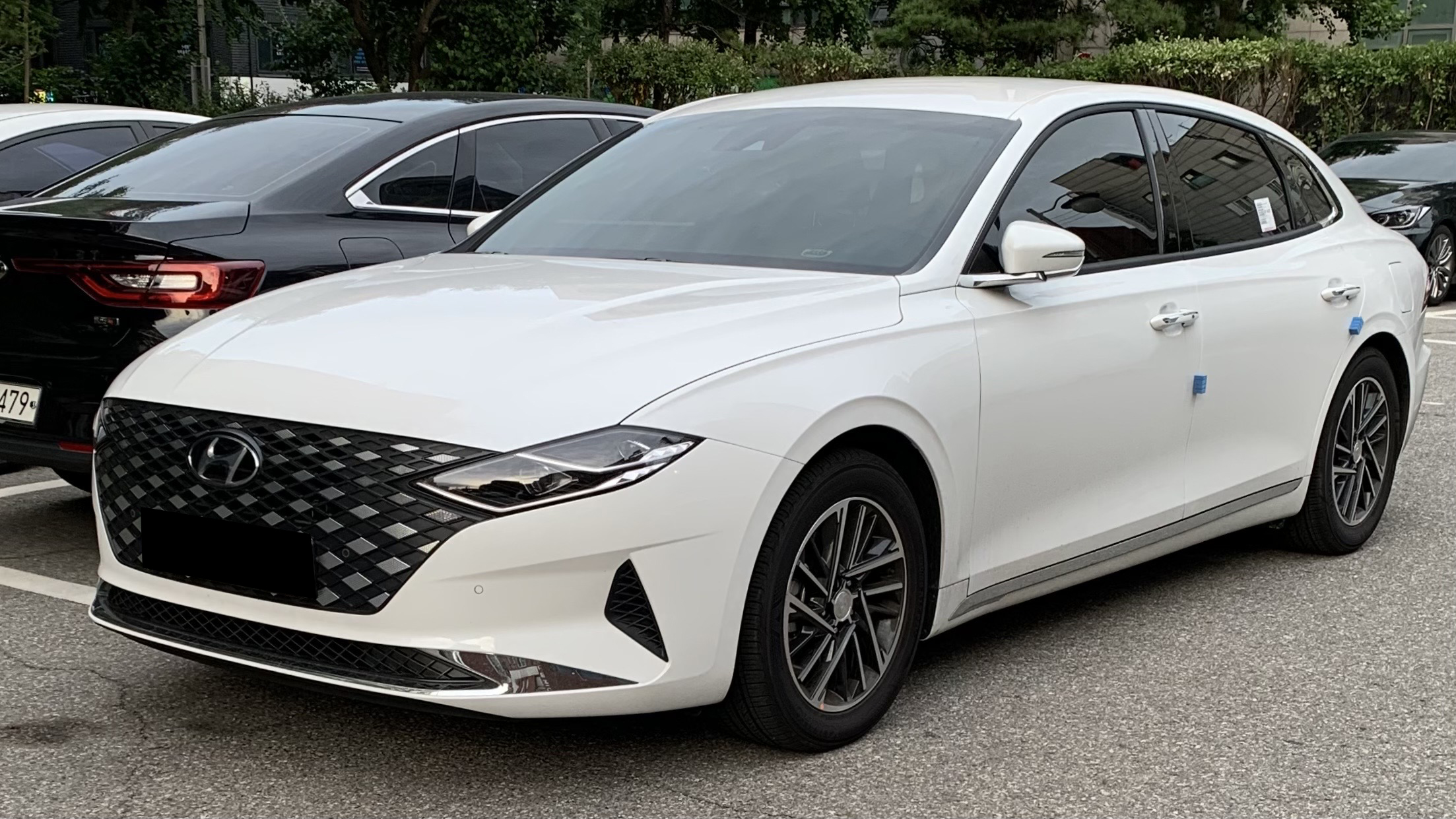
Hyundai Grandeur VI po liftingu

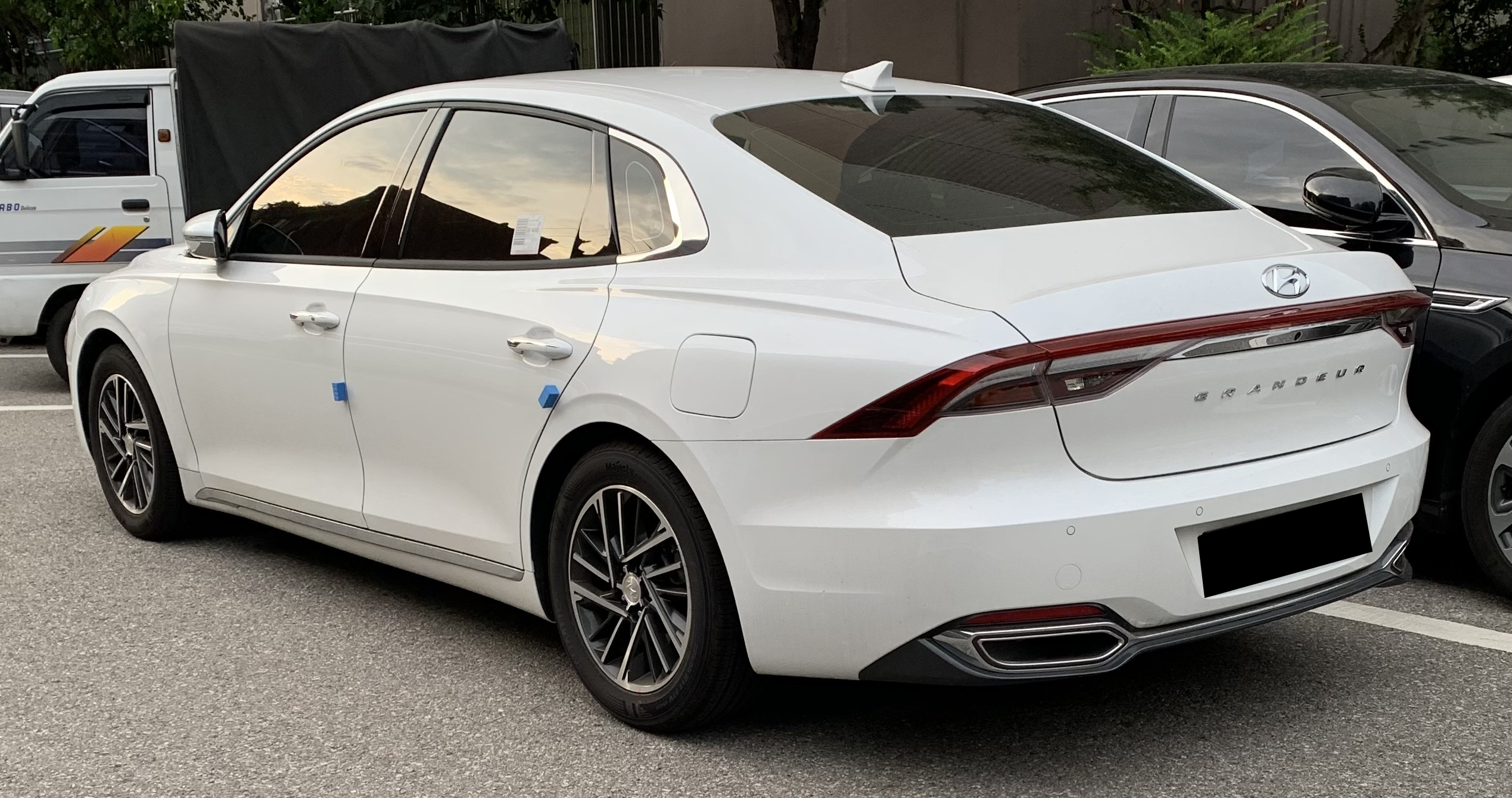
Hyundai Grandeur VI – tył po liftingu

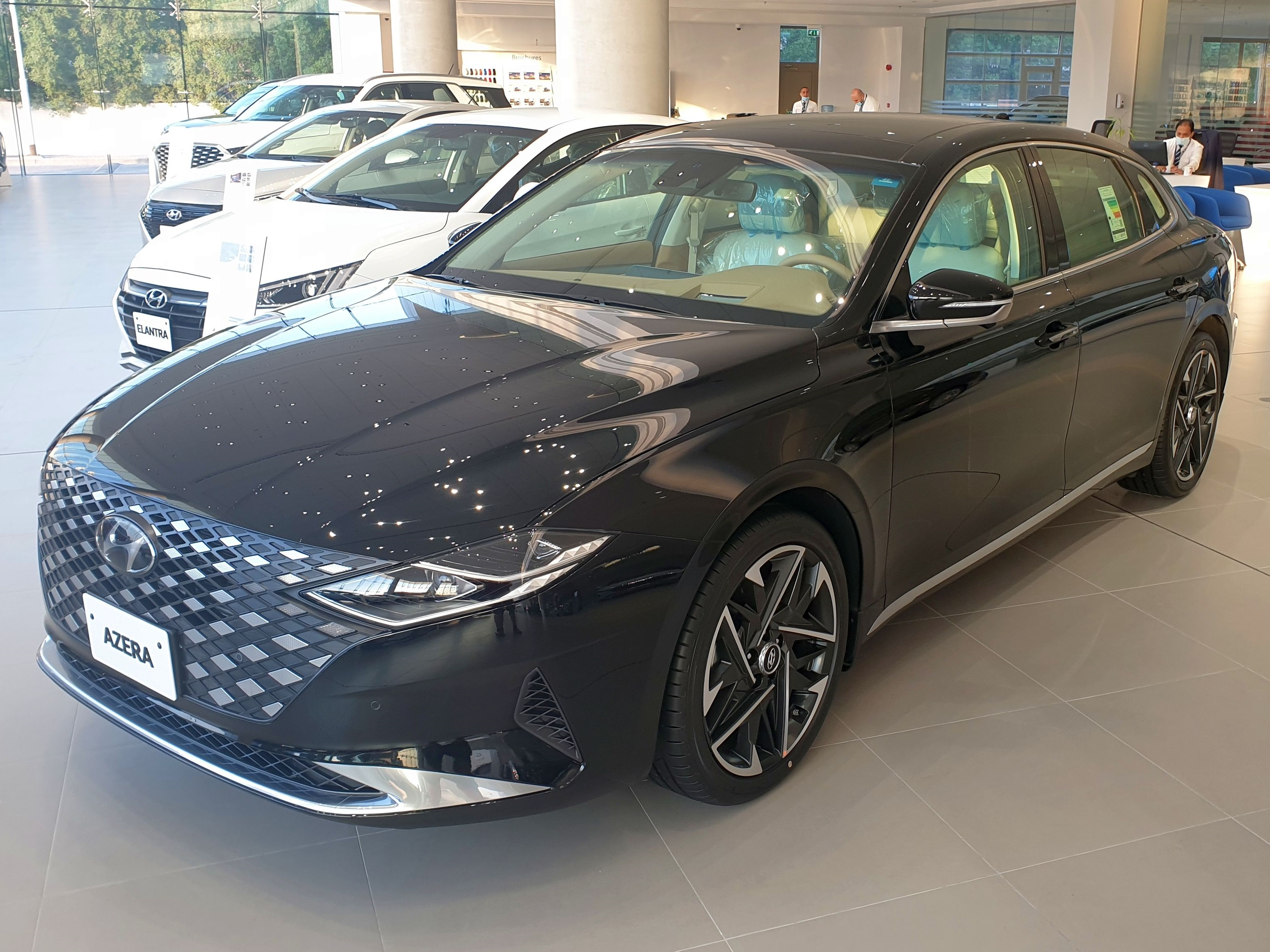
bliskowschodni Hyundai Azera po liftingu

Hyundai Grandeur VI został zaprezentowany po raz pierwszy w 2016 roku.
Szósta generacja Grandeura porzuciła awangardową stylistykę poprzednika na rzecz bardziej konwencjonalnej stylistyki realizującej nowy język stylistyczny Hyundaia.
Pas przedni przyozdobiły nisko osadzone, podłużne reflektory, a także sześciokątny, duży wlot powietrza z centralnie umieszczonym logo producenta. Linia okien została poprowadzona w jednej linii, a tylną część nadwozia zakończyły szerokie, strzeliste lampy połączone wąskim świetlistym pasem biegnącym przez klapę bagażnika.
Kabina pasażerska utrzymana została w nowym, bardziej minimalistycznym wzornictwie nawiązującym do mniejszego modelu i30. Konsolę centralną stworzyły wertykalnie umieszczone przyrządy, poczynając od wysoko umieszczonego ekranu systemu multimedialnego z umieszczonym obok niego analogowego zegarka, a pod nim pasów nawiewów i klimatyzacji.

### Lifting
W listopadzie 2019 roku, 3 lata po rynkowym debiucie, Grandeur szóstej generacji przeszedł gruntowną restylizację nadwozia, w ramach której większość elementów stylizacji nadwozia i kabiny pasażerskiej otrzymała zupełnie nowy wygląd w kierunku nowego języka stylistycznego Sensuous Sportiness.
Przednia część nadwozia otrzymała futurystyczną, dużą atrapę chłodnicy wykończoną chromowanymi rombami. Płynnie została ona nałożona na romboidalnie ukształtowane reflektory, które współgrają z diodami do jazdy dziennej wkomponowanymi w strukturę atrapy chłodnicy. Nowy wygląd otrzymała również tylna część nadwozia, gdzie lampy przyjęły formę jednolitego pasa świetlnego na całą szerokość nadwozia.
Nowy wygląd otrzymała również deska rozdzielcza, gdzie dotychczasowy wyświetlacz z sąsiadującym analogowym zegarkiem zastąpił duży, znacznie szerszy wyświetlacz systemu multimedialnego o przekątnej 12,3 cala. Zmienił się też wygląd nawiewów oraz tunelu środkowego, który został inaczej zagospodarowany przez schowek i przyciski do sterowania trybami jazdy, zamiast dotychczasowej dźwigni.

### Sprzedaż
Wobec szóstej generacji Hyundaia Grandeur, producent kontynuował politykę ograniczania jego zasięgu rynkowego o regiony, gdzie dotychczasowe wcielenia nie odniosły popularności. Poza Europą i Australią, samochód nie trafił już do sprzedaży w Ameryce Północnej. Jego eksport kontynuowano pod dotychczasową nazwą Hyundai Azera jedynie do wybranych rynków Ameryki Południowej jak Chile czy Brazylia. Ponadto, samochód wzbogacił ofertę południowokoreańskiego producenta w krajach Bliskiego Wschodu jak Arabia Saudyjska, Kuwejt czy Zjednoczone Emiraty Arabskie.
Pomimo relatywnie wysokiej ceny i plasowania się na szczycie gamy modelowej, Hyundai Grandeur szóstej generacji odniósł duży sukces rynkowy w rodzimej Korei Południowej. Podczas sześcioletniego stażu rynkowego duża limuzyna pozostała najchętniej kupowanym nowym samochodem wśród tamtejszych nabywców, charakteryzując się w 2020 roku8,4-procentowym udziałem w rynku.

### Silniki
- L4 2.4l GDI
- L4 2.5l GDI
- V6 3.0l MPI
- V6 3.0l GDI
- V6 3.3l GDI
- L4 2.2l CRDI
- V6 3.0l LPI

## Siódma generacja

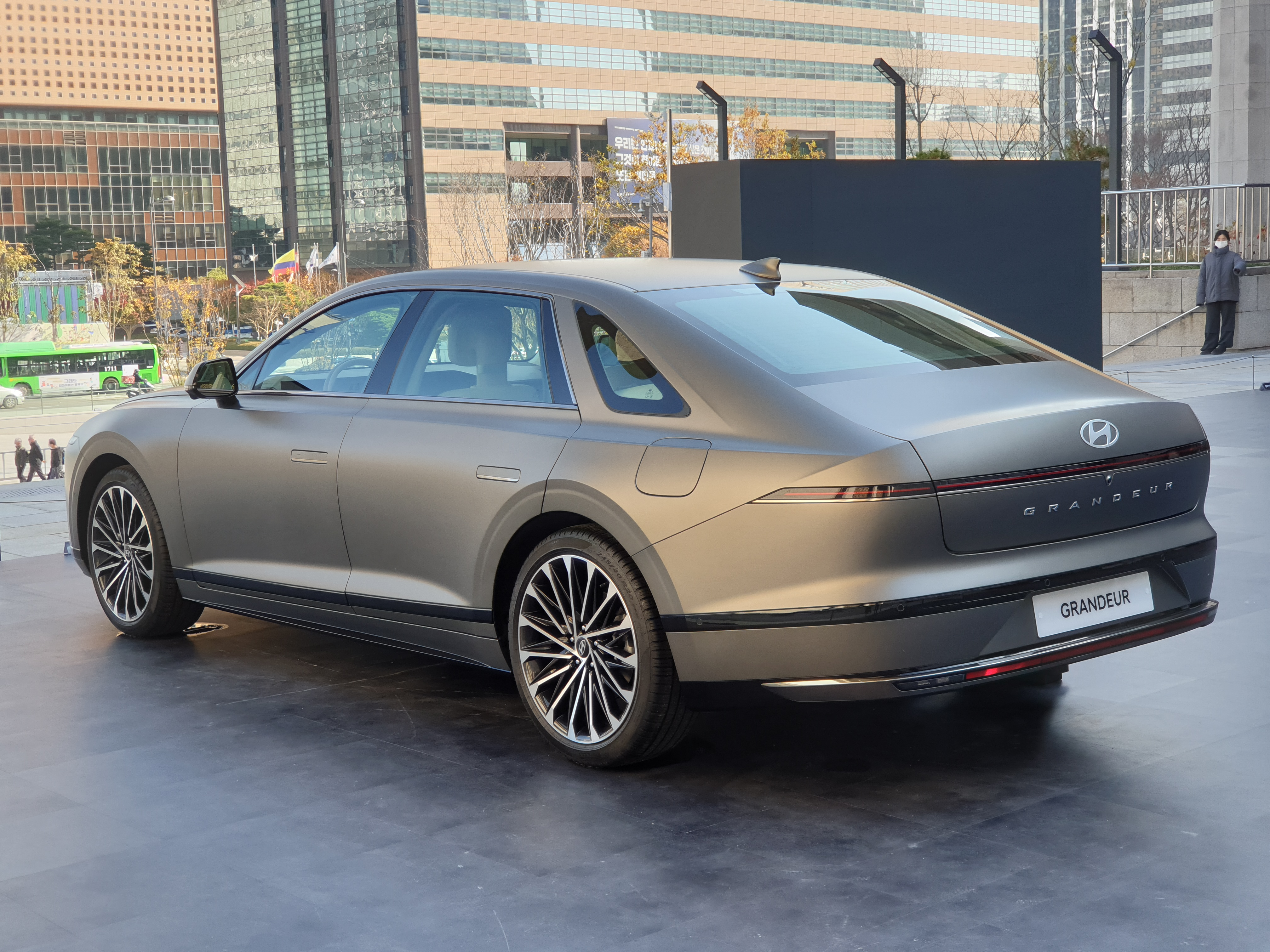
Hyundai Grandeur VII - tył

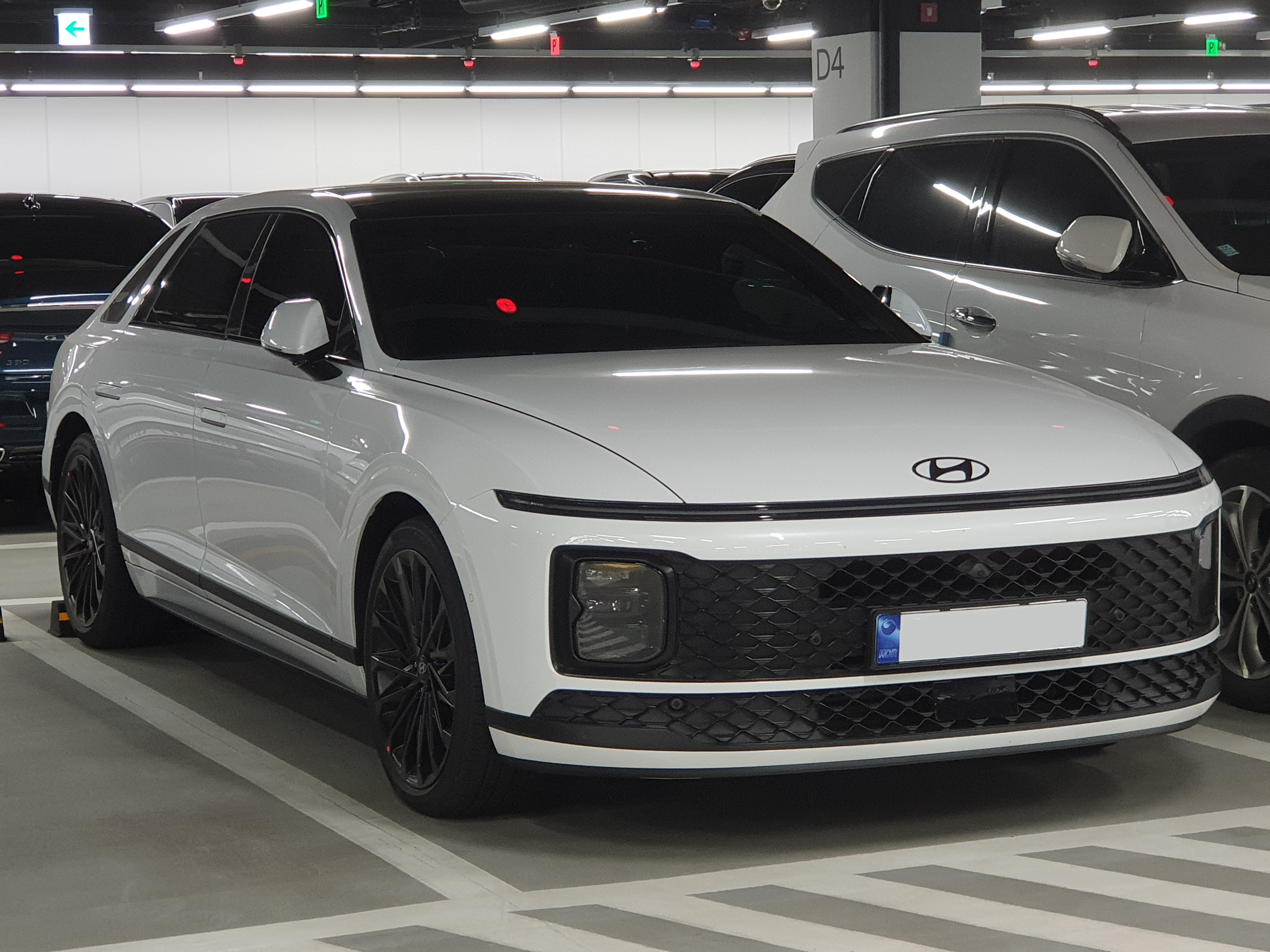
Hyundai Grandeur VII Calligraphy Black Ink

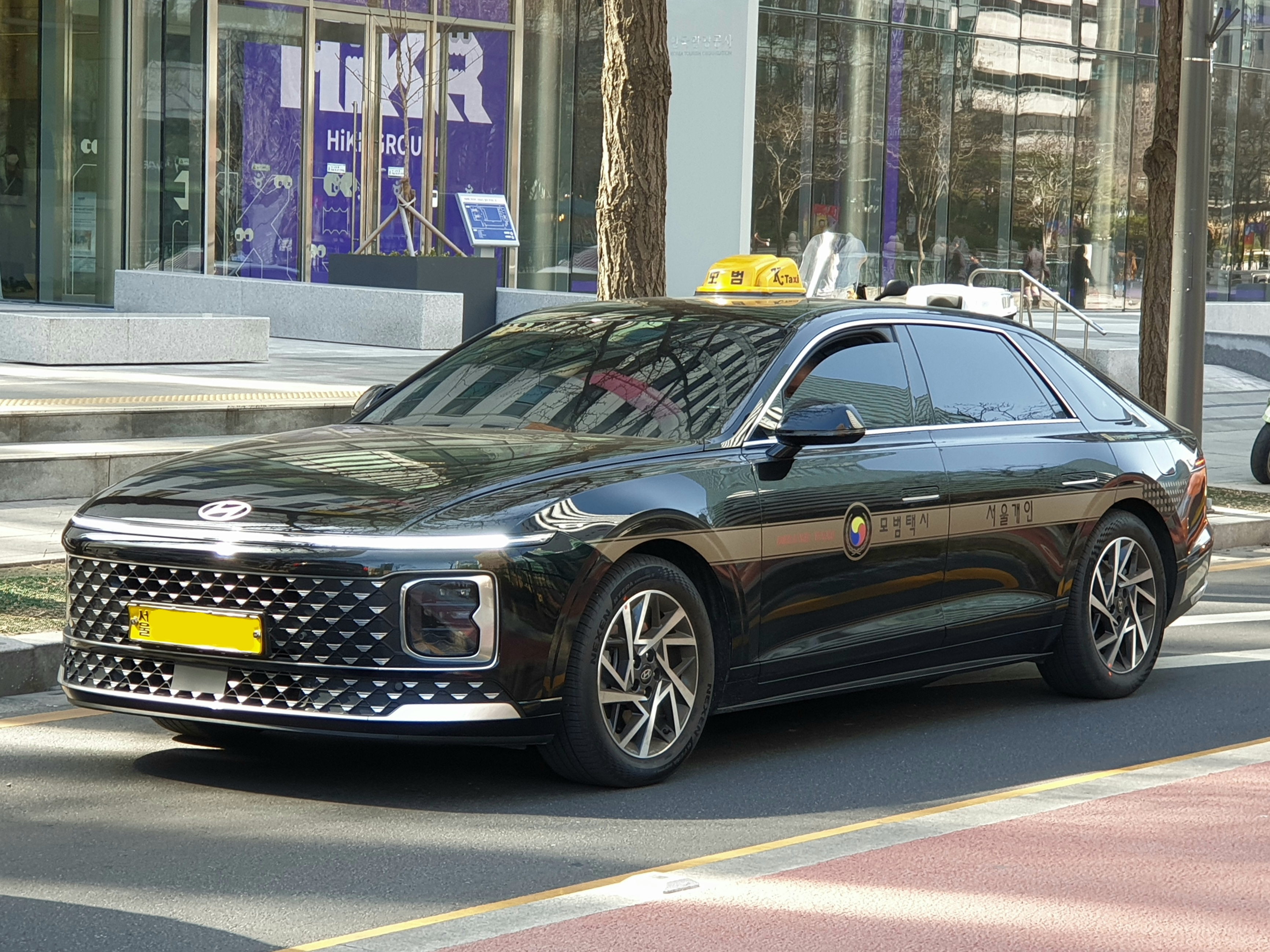
Hyundai Grandeur VII Taxi

Hyundai Grandeur VII został zaprezentowany po raz pierwszy w 2022 roku.
Siódma generacja powstała od podstaw jako zupełnie nowa konstrukcja oparta na modułowej platrofmie N3 dzielonej z podobnej wielkości Kią K8, zastępując dotychczas wytwarzany model po 6 latach rynkowej obecności. Samochód zyskał na wymiarach zewnętrznych i wewnętrznych, na czele z wydłużonym rozstawem osi i długością po raz pierwszy przekraczającą pułap 5 metrów. Stylistyka utrzymana została w nowym awangardowym języku stylistycznym autorstwa SangYupa Leeza zapoczątkowanym przed rokiem przez vana Staria, łącząc elementy minimalistycznego futuryzmu z estetyką retro. 
Charakterystyczną cechą wyglądu siódmej generacji Hyundaia Grandeur zostało proste, horyzontalne oświetlenie tworzone przez prosty, wąski pas diod LED ciągnący się zarówno przed przednią, jak i tylną część nadwozia. Dodatkowo, przednie oświetlenie zostało wzbogacone przez prostokątne klosze reflektorów umieszczone w niższym rzędzie, przy wlocie powietrza. Sylwetka zyskała bardziej foremne i masywne kształty z dużą ilością kantów. Charakterystycznie ukształtowany został obszar tylnej szyby i słupka C, w którym wygospodarowana wąskie, trójkątne boczne szyby. Producent nawiązał w ten sposób do pierwszej generacji Grandeura z 1986 roku.
W podobnym nurcie utrzymana została także luksusowo zaaranżowana kabina pasażerska z cyfrowo-minimalistycznym wzornictwem. Fotele pokryte zostały skórą nappa, dach wzbogacono przeszkleniem, z kolei konsolę centralną współtworzą trzy wyświetlacze: cyfrowe eskaźniki oraz dwa dotykowe do sterowania systemu multimedialnego oraz klimatyzacji. W kabinie pasażerskiej zastosowano kolejne nawiązanie do pierwszej generacji Grandeura z 1986 roku poprzez nietypowo ukształtowane koło kierownicy z grubym pochylonym ku dolnej krawędzi wieńcem. 

### Sprzedaż
Hyundai Grandeur siódmej generacji w pierwszej kolejności trafił do sprzedaży na wewnętrznym rynku południowokoreańskim. Po tym jak poprzednia generacja pozostała nienaruszonym, wieloletnim liderem sprzedaży wśród samochodów nowych w Korei Południowej, następca utrzymał trend dużego zainteresowania klientów jeszcze przed premierą w październiku 2022. Tuż przed nią Hyundai poinformował, że zebrał 60 tysięcy zamówień na topową limuzynę. Dostawy pierwszych egzemplarzy do nabywców rozpoczęły się w drugim kwartale 2023 roku. W połowie listopada 2022 producent przedstawił cennik, który rozpoczyna się od równowartości 28 tysięcy dolarów. Pod koniec maja 2023 zadebiutowała odmiana eksportowa, która ponownie zachowałą nazwę Hyundai Azera i powstała z myślą o rynkach Bliskiego Wschodu.

### Silniki
- L4 2.5l GDI 198 KM
- V6 3.3l GDI 300 KM
- V6 3.5l LPG 240 KM
- R4 1.6l T-GDI Hybrid 180 KM